# Le Nommé Jeudi
Le Nommé Jeudi : un cauchemar (The Man Who Was Thursday : A Nightmare) est un roman de G. K. Chesterton, publié en 1908. Il appartient au genre du thriller métaphysique dont l'intrigue se présente sous la forme d'une allégorie chrétienne.
Ce roman est considéré comme une œuvre charnière du XXe siècle, entre les fantaisies absurdes de Lewis Carroll et les cauchemars fantastiques de Kafka et Jorge Luis Borges.
En version originale, le livre s'ouvre sur un poème dédicacé à Edmund Clerihew Bentley.

## Résumé
Alors que la lumière rougeoyante du crépuscule s'étend sur les faubourgs de l'est londonien, deux poètes aux conceptions opposées se disputent dans le jardin de Saffron Park. Le premier, Lucien Gregory, défend une poésie du mouvement et de l'imprévu en affirmant les liens entre art et anarchie : « L’artiste nie tous les gouvernements, abolit toutes les conventions. Le désordre, voilà l’atmosphère nécessaire du poète » ; le deuxième, Gabriel Syme, défend la beauté des choses qui se déroulent sans heurt jusqu'à leur but : « Encore une fois, qu’y a-t-il de poétique dans la révolte ? Autant dire que le mal de mer est poétique ! La maladie est une révolte. Dans certains cas désespérés, il se peut que la maladie et la révolte soient des signes de santé, mais que je sois pendu si j’y vois la moindre poésie ! »
Piqué au vif par les moqueries de son contradicteur, Lucien Gregory invite Gabriel Syme à venir vérifier le sérieux de ses convictions. Les deux jeunes gens se rendent dans un bar mal tenu qui, à la grande surprise de Syme, mène vers un repaire souterrain rempli de bombes. Mais Gregory n'a pas voulu montrer que ces explosifs : Syme doit aussi assister à une élection au Conseil anarchiste central. Cette société secrète est composée de sept membres portant le nom d'un jour de la semaine : le président, présenté comme redoutable, s'appelle Dimanche ; et lui, Gregory, est supposé devenir le nouveau Jeudi de ce groupe. Gregory vient de révéler ses desseins et l'élection s'apprête à commencer quand Syme dévoile son secret : en réalité, il travaille comme détective pour Scotland Yard. Abasourdi, Gregory ne peut empêcher Syme de prendre la place que lui convoitait.
Devenu le nommé Jeudi, Syme rencontre les autres membres du conseil présidé par Dimanche, un individu massif à l'allure de surhomme ; durant cette réunion, les complotistes décident de commettre un attentat à Paris, lors de la rencontre entre le tsar russe et le président de la République française. Entraîné dans diverses péripéties, Syme perce à jour la mascarade qui dissimule l'identité des conspirateurs : Lundi, Mardi, Mercredi, Vendredi et Samedi sont comme lui des infiltrés ; tous ont été recrutés par un mystérieux individu que personne n'a jamais vu.
Les six policiers partent à la recherche de Dimanche pour découvrir ses véritables intentions. Après une éprouvante course-poursuite, Dimanche parvient à réunir tout le monde dans une luxueuse maison où se déroule une étrange fête. Chaque policier est invité à revêtir le costume qui symbolise l'archétype biblique représenté par son surnom. Survient enfin le véritable anarchiste, Lucien Gregory, le destructeur et le contradicteur, qui défie l'assemblée : « Nous autres, les révoltés, il nous arrive sans doute de dire bien des sottises à propos de tel ou tel crime du gouvernement. Mais le gouvernement n’a jamais commis qu’un seul crime : et c’est de gouverner et d’être. Le péché impardonnable du pouvoir suprême, c’est qu’il est suprême. Je ne maudis pas votre cruauté. Je ne maudis pas même (encore que j’eusse quelque raison de la maudire) votre bonté. Je maudis votre paix et votre sécurité. Vous voilà assis sur vos trônes de pierre, d’où vous n’êtes jamais descendus. Vous êtes les sept anges du ciel. Vous n’avez jamais souffert. »
Gregory est violemment réfuté par Syme qui, se tournant soudain vers Dimanche, lui demande : « Avez-vous jamais souffert ? » Le visage souriant de Dimanche prend alors des proportions gigantesques, « infiniment plus effrayantes que celles du colossal masque de Memnon qui terrorisait Syme », et disparaît dans la nuit ; du fond des ténèbres parvient une dernière question : « Pouvez-vous boire à la coupe où je bois ? » Sans vraiment comprendre comment cela se produit, Syme reprend conscience : il se retrouve discutant tranquillement avec Gregory dans les rues de Londres. Il se sent transfiguré par ses aventures et porté par une légèreté mystique : « Syme sentait dans ses membres une élasticité surnaturelle, et dans son âme une limpidité cristalline. Ce sentiment planait, supérieur à tout ce qu’il disait et faisait. Il se savait en possession de quelque impossible bonne nouvelle, qui réduisait tout le reste au rang de banal accessoire, et pourtant, d’accessoire adorable. »

## Éditions et traductions
- (en) G. K. Chesterton, The Man Who Was Thursday: A Nightmare, Londres, J.W. Arrowsmith, 1908.
- G. K. Chesterton (trad. de l'anglais par Jean Florence), Le nommé Jeudi : un cauchemar, Paris, Gallimard (NRF), coll. « L'Imaginaire », 2002 (1re éd. 1912) (ISBN 978-2070766680).

## Adaptations
- En septembre 1938, le Mercury Theatre on the Air donne une représentation radiophonique du roman, écrite par Orson Welles[4].
- En 1960, une adaptation pour la télévision allemande, sous le titre Der Mann, der Donnerstag war, est réalisée par Fritz Umgelter
- En 2005, une lecture du roman par Geoffrey Palmer est diffusée par la BBC.
- En 2016, le réalisateur hongrois Balazs Juszt signe, sous le même titre, une adaptation du roman, avec François Arnaud dans le rôle de Thursday.